# RHESSI
RHESSI (Reuven Ramaty High Energy Solar Spectroscopic Imager) はNASAのSMEX (Small Explorer Program) 計画の6つめ観測衛星として、2002年2月5日にペガサスXLで打ち上げられた人工衛星である。太陽フレアにおけるエネルギーの放出と粒子の加速を解明することを目的とし、X線やガンマ線で太陽を観測した。また副次的な目的として雷に伴って地球大気からガンマ線が放射される現象の観測も行った。
「RHESSI」は当初「HESSI」と呼ばれていたが、2002年3月29日に高エネルギー太陽物理学の先駆者Reuven Ramatyにちなんで改名された。RHESSIはNASAの科学者の名前が付けられた最初の宇宙開発プロジェクトである。カリフォルニア大学バークレー校のSpace Sciences Laboratoryが設計し、管制していた。
2012年2月5日に打ち上げ10周年を迎えた時点で累計4万回の太陽フレアを観測する成果を挙げた。観測は約11年の太陽活動周期を超えて続けられ、2018年8月16日に機器の老朽化のために16年に渡る運用を終了をした。